# Doggerbanki csata (1916)
Az 1916. február 10-én a Dogger-pad (Doggerbank) felett megvívott második doggerbanki csata egy kisebb ütközet volt német és brit haditengerészeti egységek között az első világháború folyamán. Három német rombolóflottilla (német megnevezés szerint torpedónaszád-flottilla) az Északi-tengeren végrehajtott bevetés során összetalálkozott a brit 10. aknamentesítő flottillával a Dogger-pad közelében. A német hajók harcba bocsátkoztak a britekkel, miután az aknakereső ágyúnaszádokat (szlúpokat) tévesen cirkálókként azonosították. A britek megpróbáltak elmenekülni a jóval erősebb fegyverzettel rendelkező rombolók elől, de a kibontakozó küzdelemben az Arabis elsüllyedt, mielőtt a brit raj el tudott volna menekülni.

## Előzmények
Hugo von Pohl tengernagyot betegsége miatt 1916-ban a Császári Haditengerészet főerőit adó Nyílt-tengeri Flotta (Hochseeflotte) élén Reinhard Scheer tengernagy váltotta, aki visszatért a támadóbb jellegű stratégiához. E stratégia révén gyakoribbakká váltak a britek ellenőrizte területek irányába tett előretörések. 1916 február 10-én a német II., VI. és IX. rombolóflottillák (Torpedoboot-Flottille) összesen 25 rombolója hajózott ki a Dogger-padhoz az ellenséges hajóforgalom megzavarására. A területen egyedül a 10. aknamentesítő flottilla négy ágyúnaszádja (10th Minesweeping Flotilla) tartózkodott (Arabis, Poppy, Buttercap és Alyssum). A naszádok mindegyike egy 120 mm-es ágyúval és két 3-fontos légvédelmi ágyúval volt felszerelve, így nem voltak egy súlycsoportban a német rombolókkal.

## Az ütközet
Az Arabis a másik három ágyúnaszáddal együtt a Dogger-padtól keletre lévő területeken végzett aknamentesítést, mikor a nagyszámú német romboló észlelte őket. A németek először hezitáltak megtámadni a briteket, mivel nem tudták a számukra még ismeretlen hajóosztályt azonosítani és először jóval erősebb cirkálóknak vélték őket, de végül a támadás mellett döntöttek. A britek a támadás hatására igyekeztek a part irányába menekülni. A Poppy, a Buttercup, és az Alyssum sikeresen megmenekült, de az Arabist három romboló harcra kényszerítette. Az első támadás elhárítása után másodszorra hat romboló támadt rá és egy torpedótalálatot követően elsüllyedt. A legénységéből harminc főt sikerült kimentenie a németeknek, de közülük négyen röviddel később elhunytak.

## A csata után
Néhány rombolót ért kisebb sérüléstől eltekintve a csata egyetlen vesztesége az Arabis volt. Legénységéből 56 fő életét veszítette, 24 pedig német fogságba került, köztük a hajó kapitánya és két tisztje. A harcban nyújtott helytállásáért a hajó parancsnoka, Raymond Hallowell-Carew korvettkapitányt Kiemelkedő Szolgálatért Érdemrenddel (D.S.O.) tüntették ki. Annak ellenére, hogy csak egy aknamentesítő hajót süllyesztettek el, a németek jelentéseikben azt állították, hogy négy új cirkálóval vívtak harcot, melyek közül kettőt torpedókkal elsüllyesztettek. A brit admiralitás válaszul kiadott közleményében tudtul adta, hogy a 10. aknamentesítő flottilla négy egységén kívül nem vett részt más hajó a küzdelemben és nem veszítettek egyetlen cirkálót sem.
A németek doggerbanki akciójára válaszul a britek a Rosythban állomásozó csatacirkálórajt, a harwichi 5. cirkálórajt a Grand Fleet egyes részeivel együtt útba indították a térségbe. Ezek az erők egyesülve haladtak déli irányba, de február 11-én felhagytak a kereséssel, miután tudomásukra jutott, hogy a német előretörésben csak rombolók vettek részt és már visszatértek a bázisaikra. A bevetésről visszatérő Arethusa könnyűcirkáló egy németek telepítette aknára futott és elsüllyedt. Legénységéből 12 fő veszett oda.

## Fordítás
- Ez a szócikk részben vagy egészben  a   Battle of Dogger Bank (1916) című angol Wikipédia-szócikk fordításán alapul.  Az eredeti cikk szerkesztőit annak laptörténete sorolja fel. Ez a jelzés csupán a megfogalmazás eredetét és a szerzői jogokat jelzi, nem szolgál a cikkben szereplő információk forrásmegjelöléseként.

## További olvasmányok
- Corbett, J. S.. Naval Operations, 2nd rev. Imperial War Museum and Naval & Military Press repr., History of the Great War based on Official Documents, London: Longmans, Green (2009). ISBN 1-84342-489-4. Hozzáférés ideje: 2016. január 23.
- Corbett, J. S.. Naval Operations, 2nd, History of the Great War based on Official Documents, London: Longmans, Green (2009). OCLC 867968279. Hozzáférés ideje: 2016. január 23.
- Marder, A. J.. From the Dreadnought to Scapa Flow: The War Years to the Eve of Jutland 1914–1916. London: Oxford University Press (1965). OCLC 865180297
- Massie, R. K.. Castles of Steel: Britain, Germany and the Winning of the Great War at Sea, Pimlico, London: Jonathan Cape (2004). ISBN 1-8441-3411-3